# Esto
Esto é uma vila localizada no estado americano da Flórida, no condado de Holmes. Foi incorporada em 1963.

## Geografia
De acordo com o United States Census Bureau, a cidade tem uma área de 6,1 km², onde 5,6 km² estão cobertos por terra e 0,5 km² por água.

### Localidades na vizinhança
O diagrama seguinte representa as localidades num raio de 24 km ao redor de Esto.

## Demografia
Segundo o censo nacional de 2010, a sua população é de 364 habitantes e sua densidade populacional é de 64,77 hab/km². Possui 159 residências, que resulta em uma densidade de 28,3 residências/km².